# Carlo Maratta
Carlo Maratta, także Maratti (ur. 15 maja 1625 w Camerano, zm. 15 grudnia 1713 w Rzymie) – włoski malarz i restaurator.

## Biografia
Carlo Maratta urodził się w Camerano w Marchii 15 maja 1625 roku, w rodzinie, pochodzącego z Dalmacji, Tommasa i Faustiny Masini. Już jako dziecko przejawiał zdolności plastyczne, co zauważył malarz Andrea Camassei. Mając jedenaście lat, Maratta wyjechał do Rzymu dzięki finansowemu wsparciu Corinzia Benincampiego, sekretarza księcia Taddea Barberiniego. Od 1636 roku został uczniem w pracowni Andrei Sacchiego. Pozostawał związany z tym artystą do jego śmierci w 1661 roku. Z tego okresu pochodzą: Narodziny Maryi Panny dla kościoła św. Klary w Nocera Umbra, obraz zamówiony przez Benincampiego, powstały w latach 1628–1629, obecnie w Prado; Chwała Świętych Piotra, Pawła, Michała i Jakuba dla katedry w Monterotondo, obraz zamówiony przez Taddea Barberiniego, ukończony w 1646 roku; Madonna z Dzieciątkiem i świętymi Moniką, Augustynem i Dominikiem dla kościoła w rodzinnym Camerano, powstały 1646–1649; freski Konstantyn nakazuje zniszczenie pogańskich bożków i dwie postacie alegoryczne na podstawie rysunków Sacchiego w baptysterium laterańskim; Pokłon pasterzy dla kościoła św. Józefa Cieśli w Rzymie, powstały w latach 1650–1651. Na tym etapie twórczości zauważalne są wpływy takich twórców, jak: Rafael Santi, Antonio Allegri da Correggio, Annibale Carracci, Francesco Albani, Guido Reni, Domenichino, Andrea Sacchi.
W latach 1653–1656 Maratta malował dla rzymskiego kościoła św. Izydora, najpierw do kaplicy dedykowanej św. Józefowi, następnie do kaplicy Ukrzyżowania. Zaślubiny Marii Panny (do ołtarza głównego) i Śmierć św. Józefa zostały zagrabione przez Francuzów w 1798 roku, w kościele znajdują się kopie. Ucieczka do Egiptu jest oryginałem. Maratta jest też autorem fresków: Sen św. Józefa, Hołd pasterzy oraz Chwała św. Józefa z aniołami i świętymi w kopule. Do roku 1657 powstały z przeznaczeniem dla kaplicy Ukrzyżowania na zamówienie Costanzy Ludovisi Pamphili, zagrabione przez Francuzów: Ukrzyżowanie, Chrystus ubiczowany, Droga na Kalwarię. Artysta jest autorem fresków w tej kaplicy: Modlitwa w Ogrójcu, Cierniem ukoronowanie oraz Tryumf krzyża w kopule.
W następnych latach powstały: Święta Franciszka Rzymianka adorująca Matkę Boża z Dzieciątkiem dla kościoła San Angelo Magno w Ascoli Piceno (1653–1654), Św. Franciszka Rzymianka czytająca, Święty Augustyn i tajemnica Trójcy Świętej dla rzymskiego kościoła S. Maria dei Sette Dolori (ok. 1655–1656). W latach 1655–1660 Maratta namalował na zamówienie Louisa Phélypeauxa, sekretarza stanu w rządzie Ludwika XIV, dla jego paryskiej rezydencji, zaprojektowanej przez François Mansarta, duże płótno Augusta zamykającego drzwi świątyni Janusa. W latach 1656–1658 powstały Nawiedzenie oraz Hołd pasterzy dla rzymskiego kościoła Santa Maria della Pace na zamówienie papieża Aleksandra VII.
W 2 poł. lat 50. XVII wieku Maratta był zaangażowany w prace nad freskami w Pałacu Kwirynalskim, pracując pod nadzorem Pietra da Cortony przy cyklu scen ze Starego i Nowego Testamentu wraz z innymi artystami (m.in. Pierem Franceskiem Molą). Nie brakuje też zamówień dla rzymskich kościołów: obraz Pokłon Trzech Króli oraz freski Madonna z Dzieciątkiem, Roztropność, Niewinność dla bazyliki św. Marka (ok. 1656); Św. Bernard poddaje antypapieża Wiktora IV Innocentemu II dla bazyliki Świętego Krzyża z Jerozolimy (1656–1658). W latach 1657–1660 powstała Św. Rozalia wśród ofiar zarazy dla kościoła św. Rozalii w Palestrinie, zaś w 1659 roku Zwiastowanie dla kościoła św. Antoniego Opata w Anagni. Maratta zajmował się też zamówieniami prywatnymi, malując freski o tematyce mitologicznej i czysto dekoracyjnej.
W 1663 Maratta namalował owalne płótno do ołtarza w kaplicy Niepokalanego Poczęcia w rzymskim kościele św. Izydora na zamówienie Rodriga Lópeza de Sylvy. W latach 1663–1667 powstała Wizja Świętych Tomasza z Villanovy i Franciszka Salezego dla kościoła św. Augustyna w Sienie na zamówienie Agostina Chigiego, bratanka papieża Aleksandra VII. Dla katedry w tym mieście Maratta namalował również Nawiedzenie oraz Ucieczkę do Egiptu.
Od 27 sierpnia 1662 roku Carlo Maratta był członkiem Akademii Świętego Łukasza. W latach 1666–1671 oraz 1696–1701 na zamówienie kardynała Antonia Barberiniego malarz kontynuował zaczęty przez Sacchiego cykl dedykowany Apostołom. Maratta jest autorem ośmiu lub dziewięciu projektów kolosalnych statui dla bazyliki laterańskiej. Realizację projektu rozpoczęto w 1701 roku, zakończono kilka lat po śmierci malarza.
Mniej więcej w tym okresie musiał powstać Portret kard. Antonia Barberiniego. W latach 1669–1670 powstał Cud św. Filipa Benizziego, po kanonizacji ofiarowany papieżowi Klemensowi X. W 1672 roku Maratta namalował Św. Piotra przedstawiającego Matce Bożej pięciu nowych świętych do kaplicy Altierich w bazylice Santa Maria sopra Minerva. W latach 1673–1675 powstał fresk Alegoria łaskawości (wł. Allegoria della Clemenza) w Palazzo Altieri w Rzymie.
W 1669 roku spod pędzla Maratty wyszedł Portret Klemensa IX. W latach 1672–1673 powstał Portret Giovana Pietra Belloriego, w 1672 roku obraz Madonna ze świętymi Franciszkiem Salezym, Mikołajem z Bari i Ambrożym. W 1679 roku artysta ukończył Madonnę z Dzieciątkiem i świętymi Karolem Boromeuszem i Ignacym do kościoła Matki Bożej „in Vallicella”, na zamówienie markiza Orazia Spady. W 1676 roku namalował Śmierć św. Józefa, zamówioną przez cesarzową Eleonorę Gonzagę, do prywatnej kaplicy w Wiedniu. Inne obrazy powstałe w tym okresie to: Śmierć św. Franciszka Ksawerego (zamówienie kardynała Giovanniego Francesca Negroniego do kościoła Najświętszego Imienia Jezus w Rzymie, 1679), Matka Boża z Dzieciątkiem i św. Stanisław Kostka (dla kościoła św. Andrzeja na Kwirynale, 1687).
Namalowany w 1681 roku Apollo i Dafne, zamówiony przez Jeana-Baptistę Colberta dla króla Ludwika XIV, zaowocował francuskim tytułem „malarza królewskiego” (fr. peintre du roi). W 1704 Maratta został członkiem rzymskiej Arkadii.
W 1686 artysta namalował na zamówienie kardynała Alderana Cibo Niepokalaną ze świętymi Janem Ewangelistą, Grzegorzem, Janem Chryzostomem i Augustynem do rodzinnej kaplicy w bazylice Santa Maria del Popolo. Z tego samego okresu są: Zaśnięcie Matki Bożej dla Willi Albani w Rzymie, Madonna z Dzieciątkiem i świętymi Franciszkiem i Jakubem Większym do kaplicy w kościele Santa Maria in Montesanto przy Piazza del Popolo, Apoteoza Świętych Ambrożego i Karola do bazyliki Świętych Ambrożego i Karola przy Corso, Romulus i Remus ukończony w 1692 roku.
W 1695 roku Maratta namalował Matkę Bożą Różańcową dla bractwa różańcowego w Palermo, w latach 1696–1698 Chrzest Pański, na zamówienie papieża Innocentego XII.
Carlo Maratta zmarł w Rzymie 15 grudnia 1713 roku. Został pochowany w bazylice Matki Bożej Anielskiej i Męczenników w Rzymie.

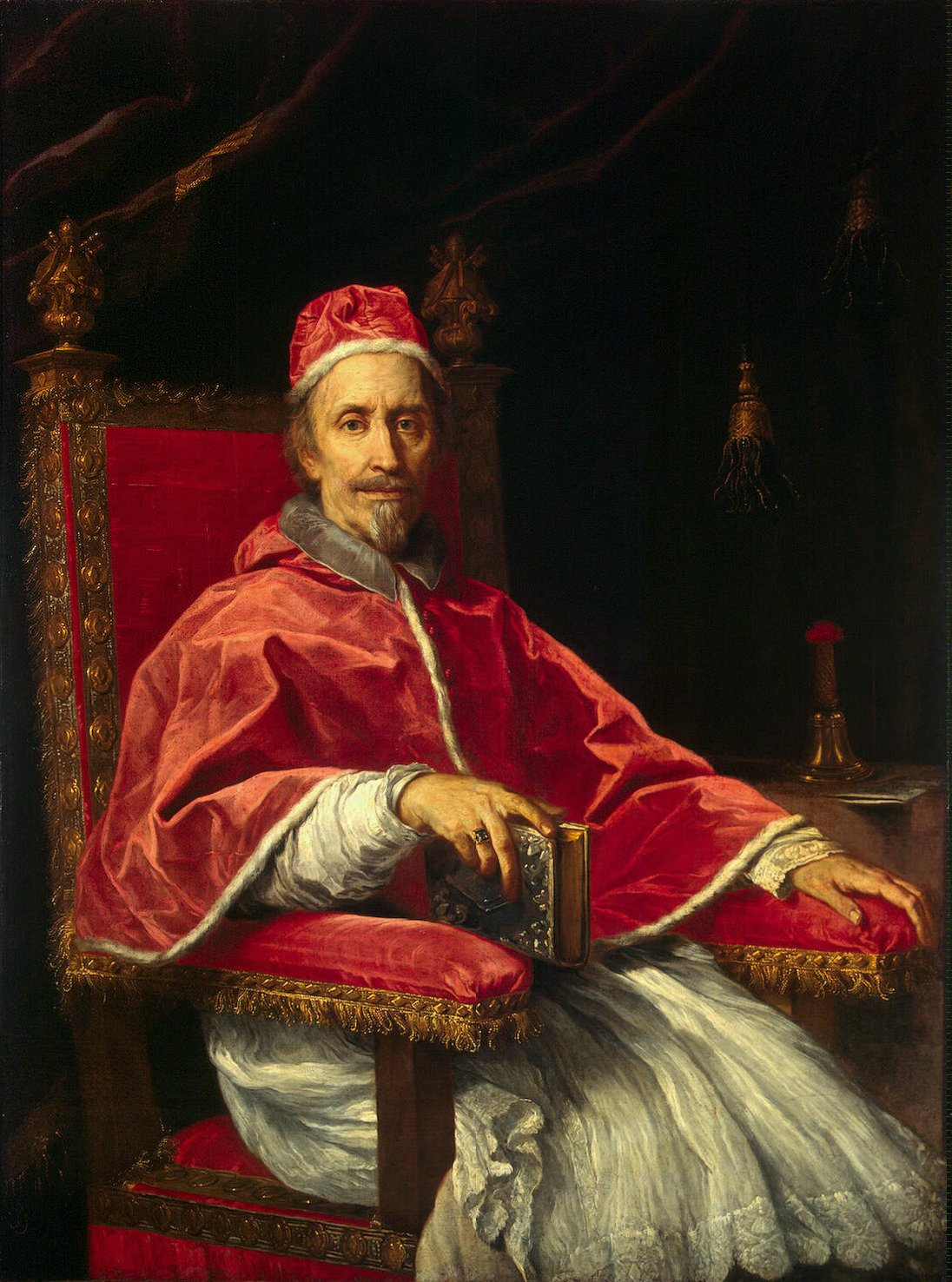
Portret Klemensa IX
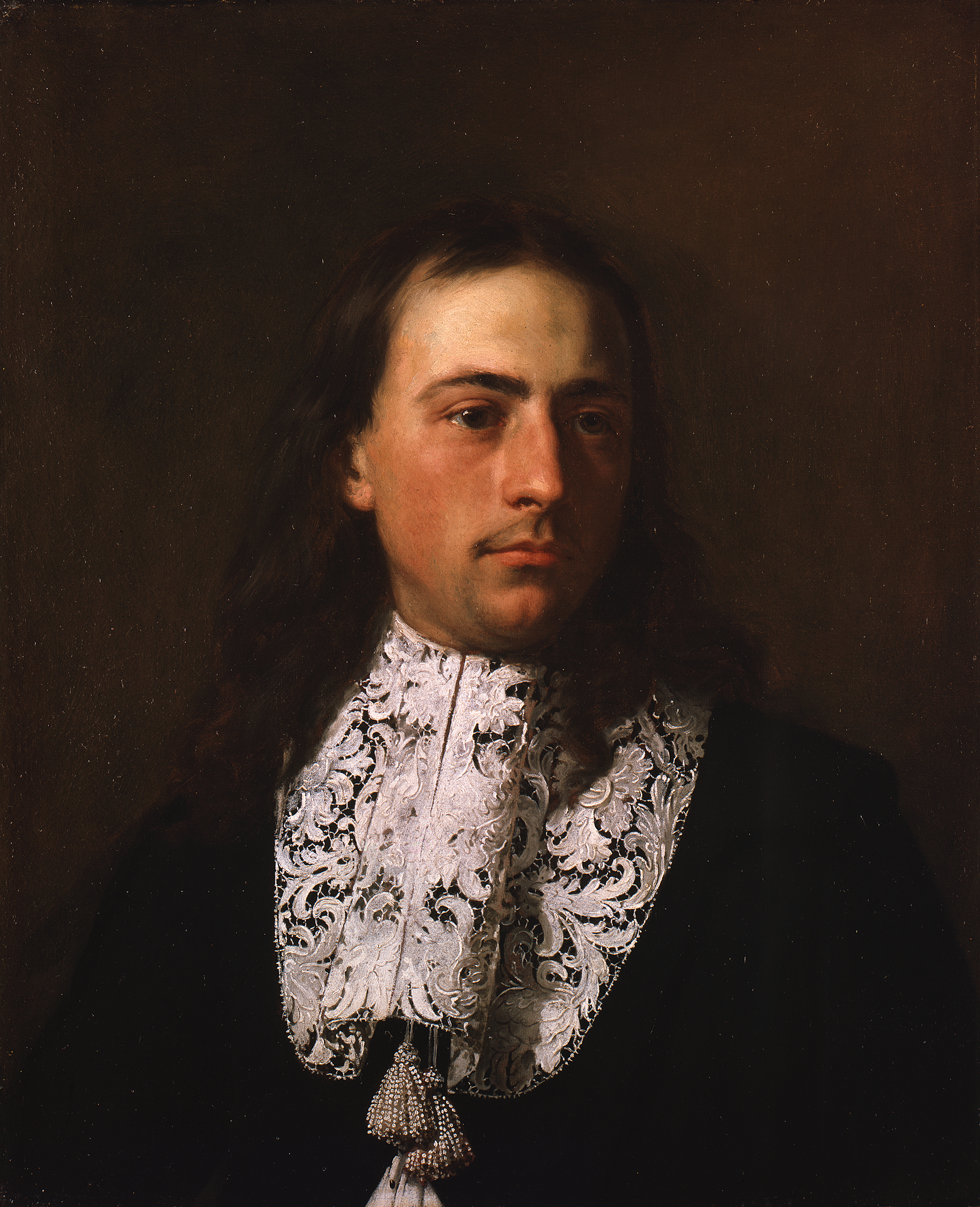
Portret młodego mężczyzny
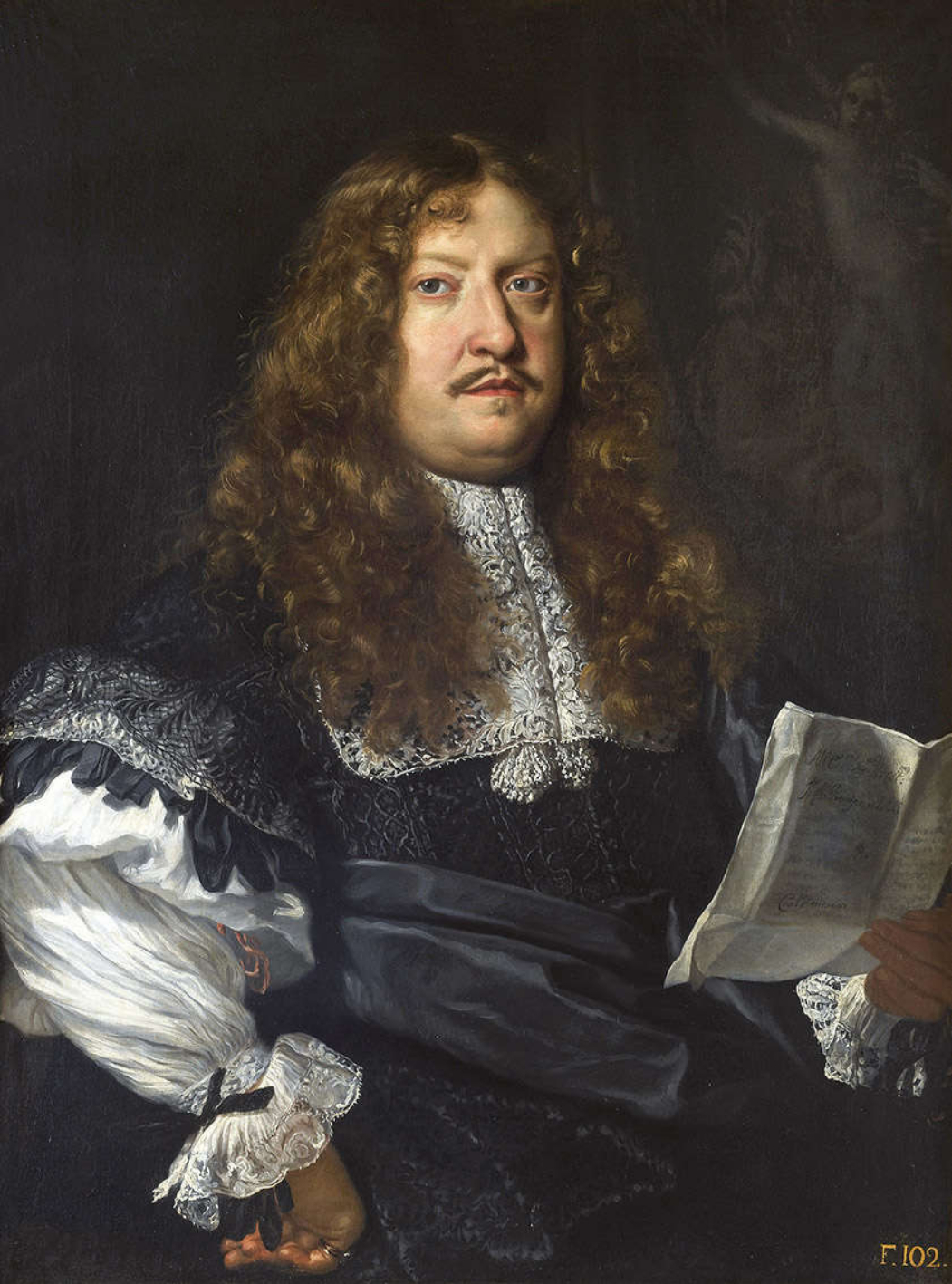
Portret Maffeo Barberini
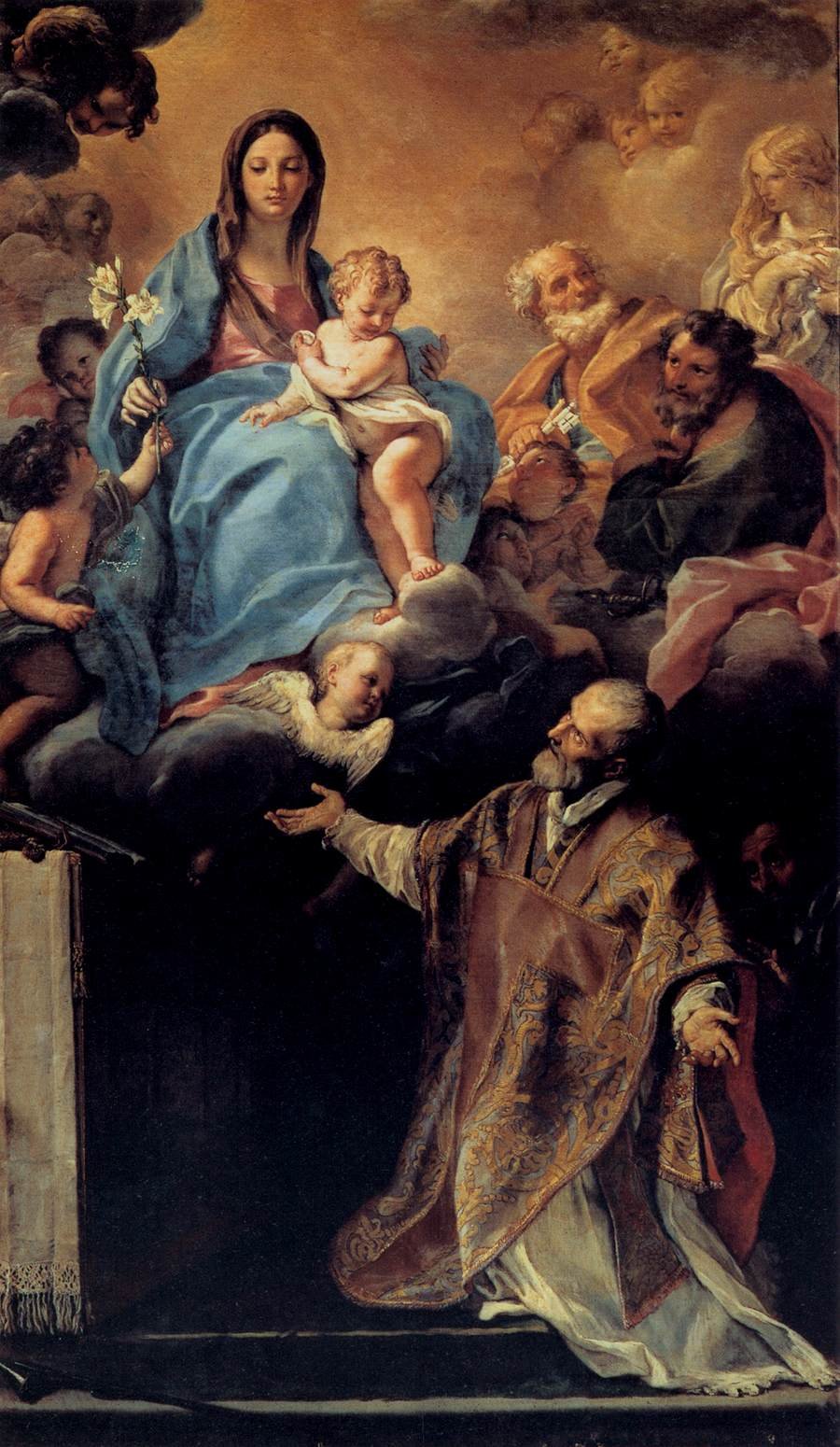
Matka Boża ukazująca się św. Filipowi Nereuszowi
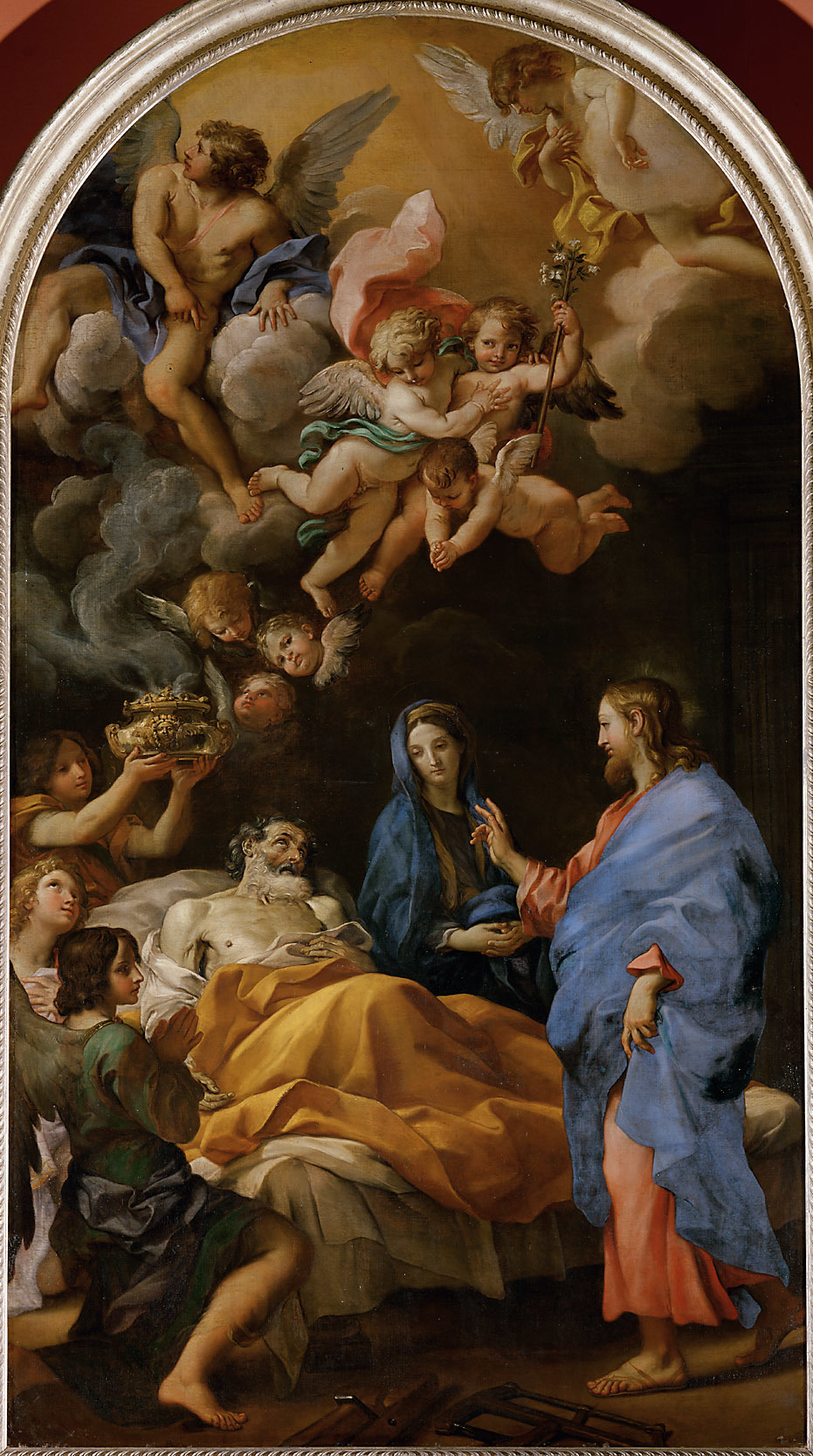
Śmierć św. Józefa
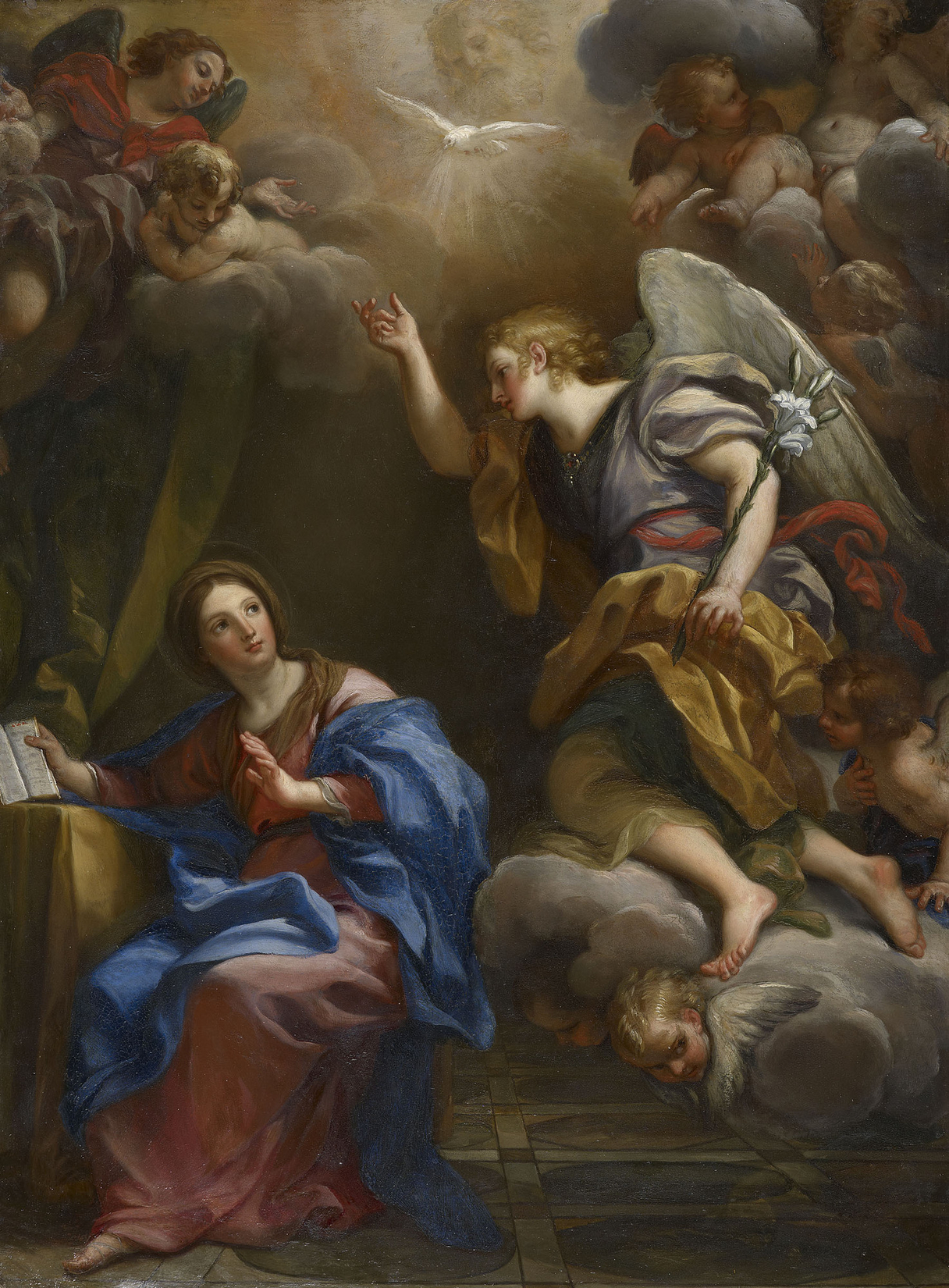
Zwiastowanie
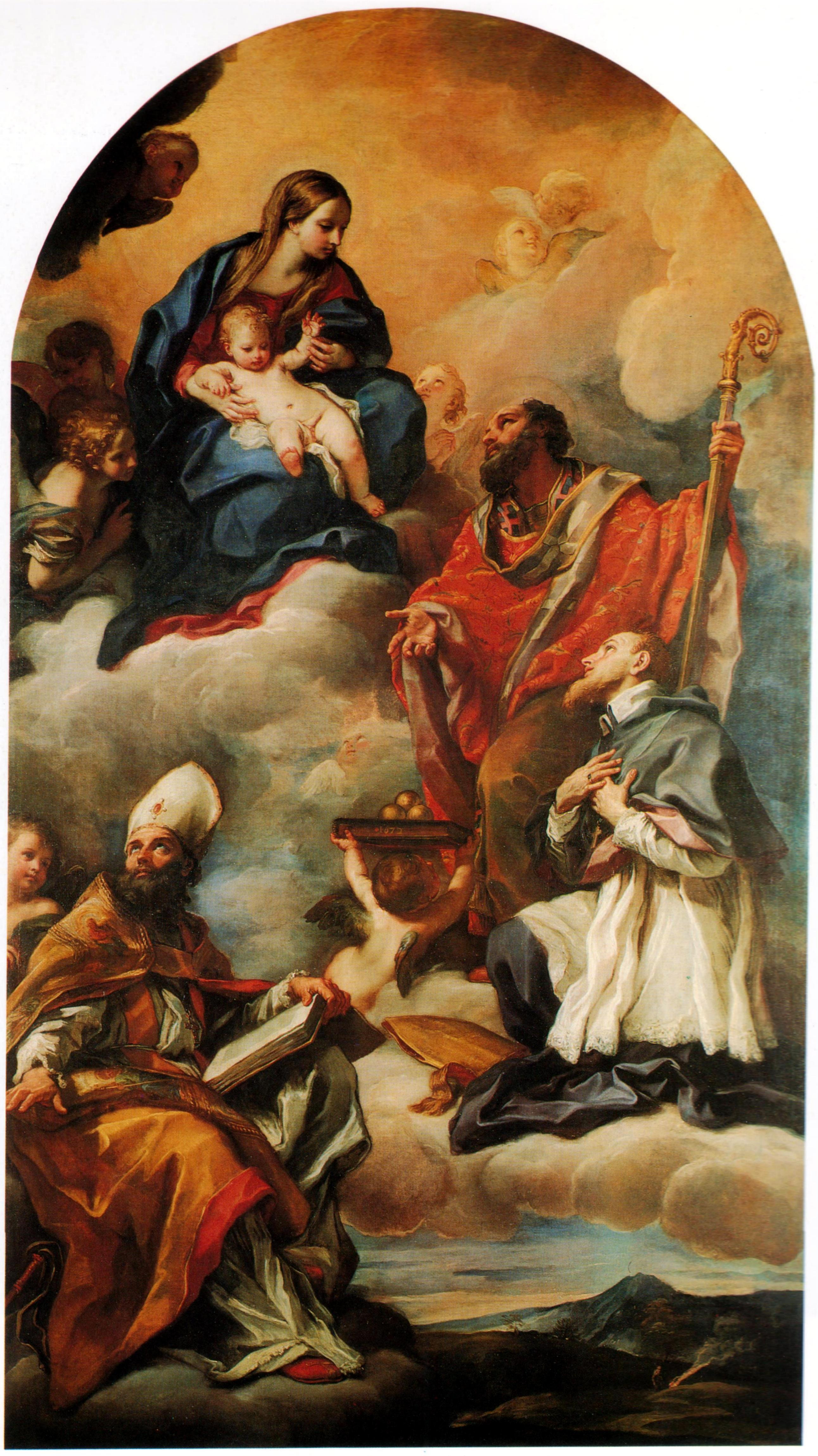
Madonna ze świętymi Franciszkiem Salezym, Mikołajem z Bari i Ambrożym
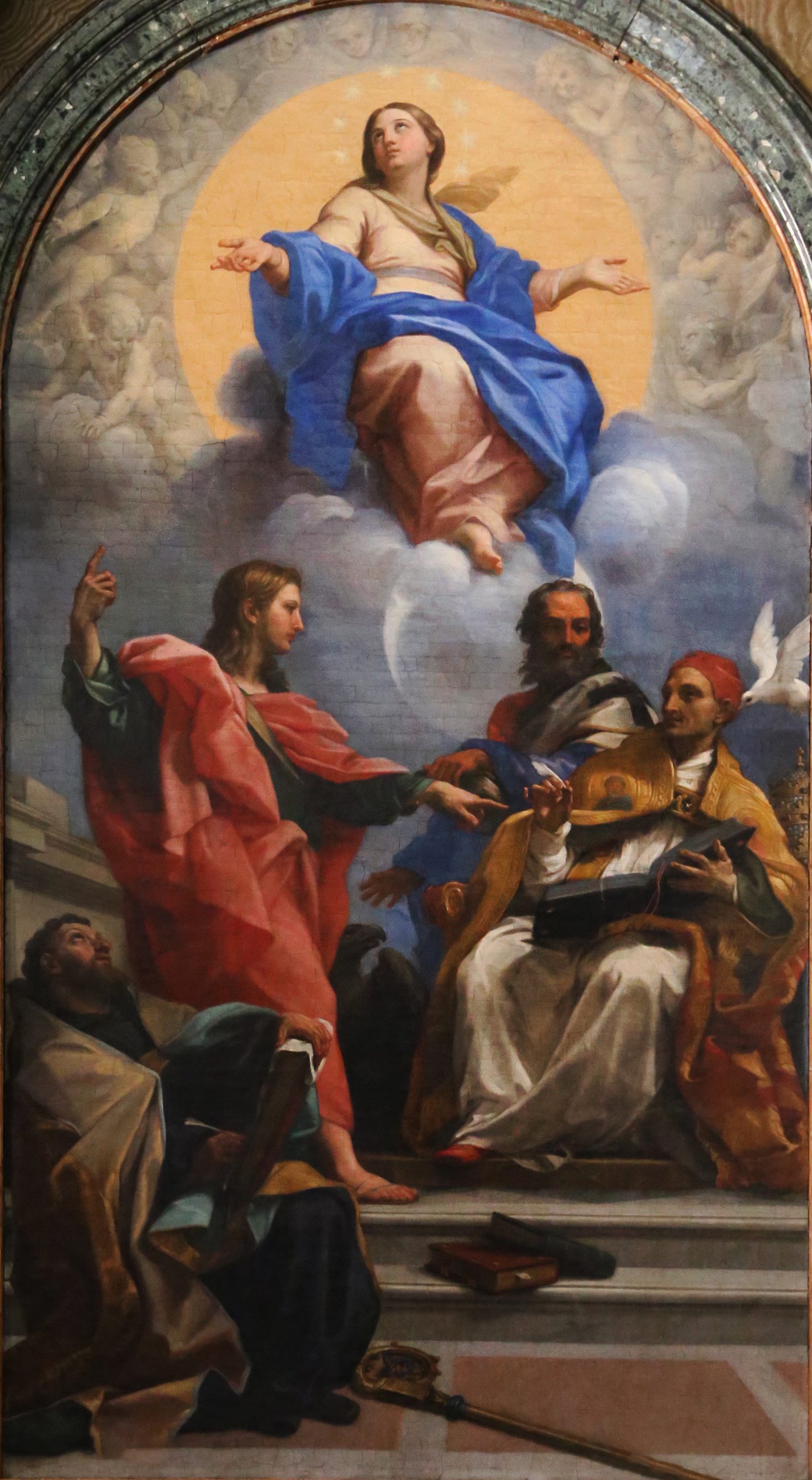
Niepokalane Poczęcie
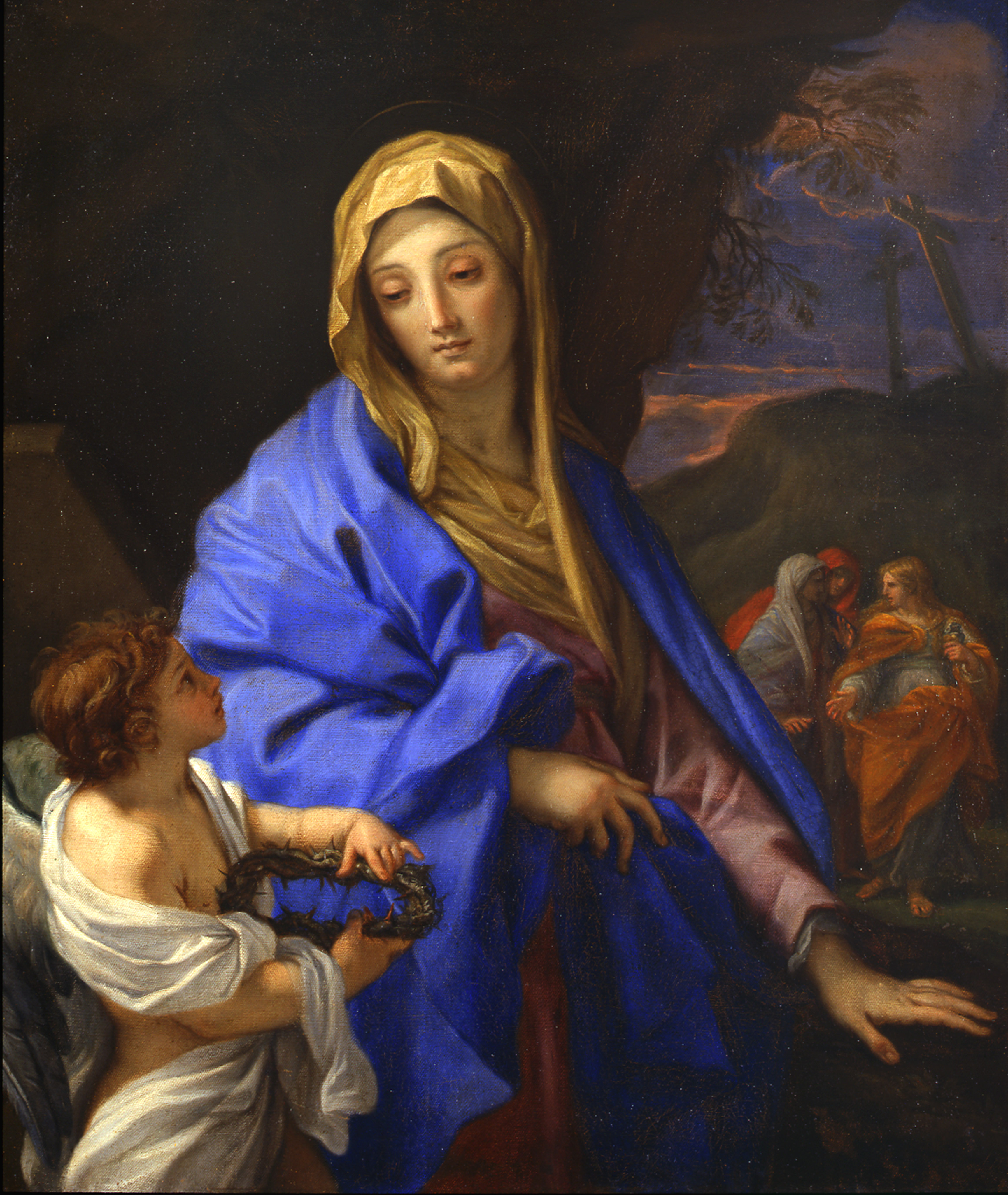
Matka Boża i trzy Marie u grobu
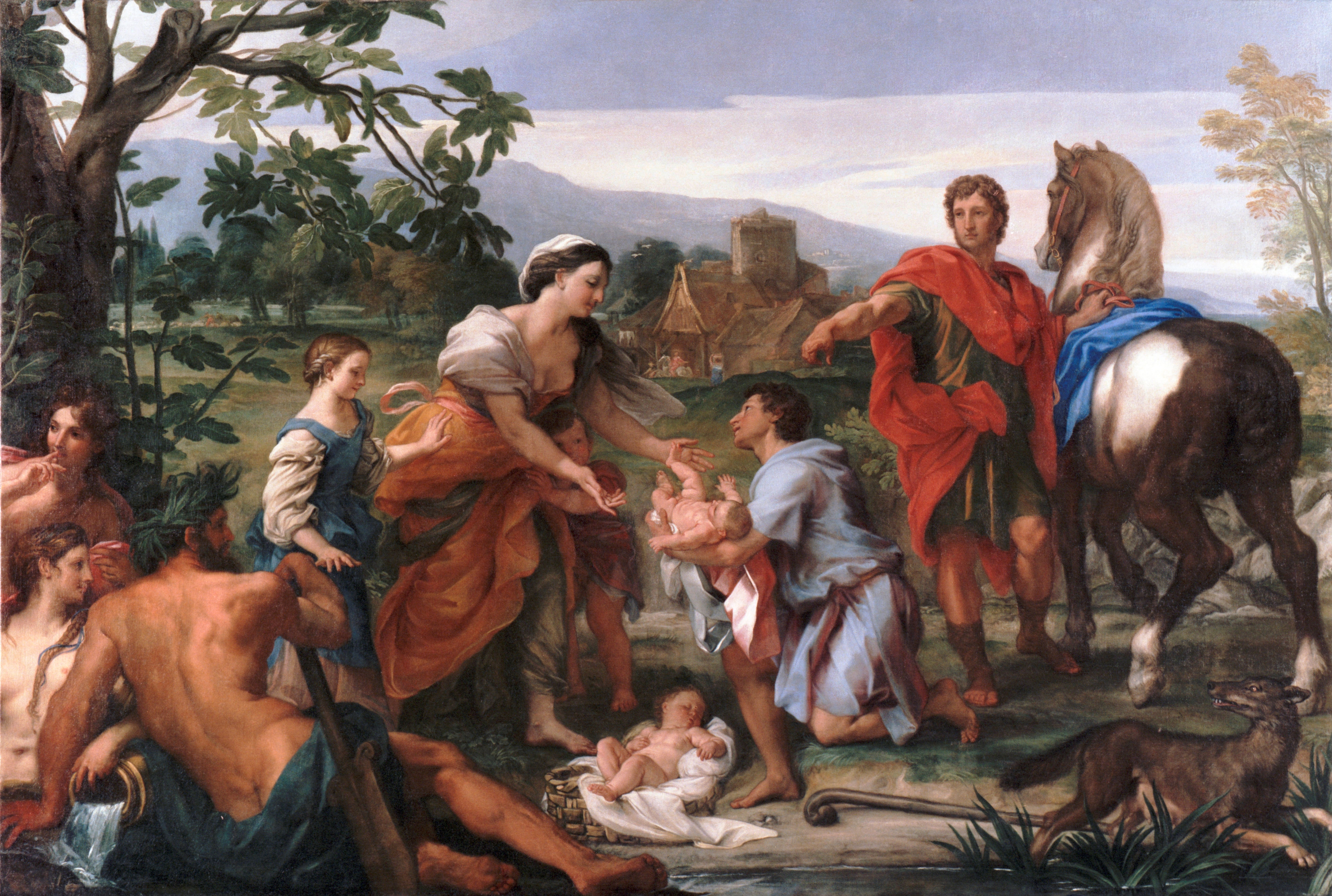
Romulus i Remus